# 下大久保 (さいたま市)
下大久保（しもおおくぼ）は、埼玉県さいたま市桜区の大字。荒川河川敷周辺に飛地がある。郵便番号は338-0825。

## 地理
さいたま市桜区西部の沖積平野（荒川低地）に位置し、秋ヶ瀬公園周辺に入会地由来の三つの飛び地がある。また、桜区の荒川河川敷は北から南まですべてが大字下大久保となっており、同川を隔てて（上流側から）富士見市、志木市、朝霞市の3市（さいたま市成立前は4市）に隣接している。更に、旧大宮市である西区にも隣接しており、さいたま市成立前は4市に隣接していた。
埼玉大学西側付近には旧入間川の流路があった名残の自然堤防上に本村遺跡があり、弥生時代から古墳時代後期の土器や住居跡が多数発見された。地内には大久保古墳群に属する古墳後期の金剛塚古墳もある。鴨川が流れ、水田の残るのどかな地域である。東部を道の下排水路が流れる（暗渠が多い）。北西部の境界を鴨川の旧流路である千貫樋排水路が東西に流れる。渋滞が多発している下大久保交差点から道場方面への県道57号は都市計画道路大谷場高木線の予定路線でもあり、今後片側二車線の道路に拡幅される。 鴨川に架かる諏訪前橋には橋脚が用意されており、開通すれば渋滞緩和に効果があるとされている。
羽根倉橋のたもとの羽根倉の渡しや羽根倉河岸があった場所には羽根倉古戦場跡があり、観応の擾乱の羽根倉合戦があった場所である。足利尊氏方の高麗経澄が直義方の難波田九朗三郎以下を討ち取った。

## 歴史

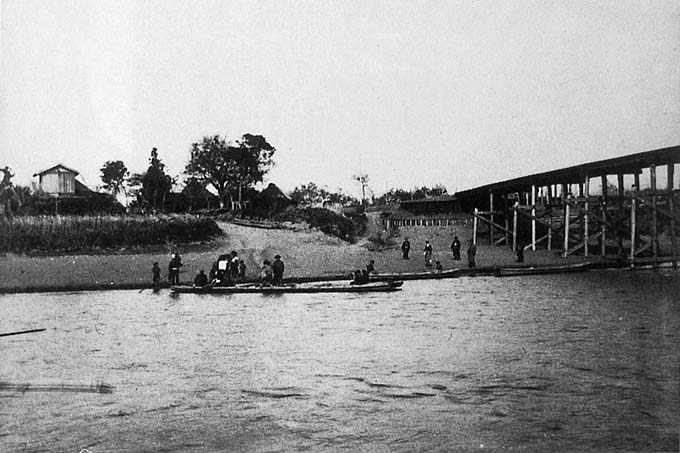
秋ヶ瀬の渡しと秋ヶ瀬橋（1909年）

もとは江戸期より存在した武蔵国足立郡植田谷領に属する大窪村であった。元禄年間に上大久保村と下大久保村に分村された。入会地に飛地を領していた。村高は『元禄郷帳』では412石余、『天保郷帳』では489石余。化政期の戸数は80軒で、村の規模は東西12、13町、南北8、9町であった。
- 発足当初は幕府領および知行は旗本人見・玉虫両氏による相給[4]。なお検地は1690年（元禄3年）に実施[6]。
- 1724年（享保9年）より幕府領および知行は旗本人見氏[4]。なお、新田検地は1732年（享保17年）に実施。
- 幕末時点では足立郡下大久保村であった。明治初年の『旧高旧領取調帳』の記載によると、代官大竹左馬太郎支配所が管轄する幕府領と旗本人見又七郎の知行であった[7]。
- 1868年（慶応4年）6月19日 - 幕府領が武蔵知県事・山田政則（忍藩士）の管轄となる。
- 1869年（明治2年） 
  - 1月13日 - 武蔵知県事・宮原忠英の管轄区域に大宮県を設置。県庁は東京府馬喰町に置かれる。
  - 9月29日 - 県庁が浦和に置かれ浦和県に改称。
- 1871年（明治4年）11月13日 - 第1次府県統合により埼玉県の管轄となる。
- 1879年（明治12年）3月17日 - 郡区町村編制法により成立した北足立郡に属す。郡役所は浦和宿に設置。
- 1889年（明治22年）4月1日 - 町村制施行に伴い、下大久保村は上大久保村・五関村・植田谷領領家村・植田谷領在家村・宿村・塚本村・神田村・白鍬村・植田谷本村新田の一部と合併し、大久保村になり[8][9]、大久保村の大字下大久保となる[4]。
- 1908年（明治41年） - 秋ヶ瀬の渡しの場所に秋ヶ瀬橋が初めて架設される。
- 1938年（昭和13年） - 羽根倉の渡しの場所に羽根倉橋が初めて架設される。
- 1955年（昭和30年）1月1日 - 大久保村が土合村とともに浦和市へ編入され[8][10]、浦和市の大字となる。
- 1964年（昭和39年） - 地内に埼玉大学が移転する[4]。
- 1967年（昭和42年） - 地内に浦和大久保郵便局が開局する[4]。
- 1971年（昭和46年）6月1日 - 秋ヶ瀬公園が開園する。
- 1974年（昭和49年） - 鴨川に鴨川排水機場が設置される[11]。
- 1980年（昭和55年）
  - 5月 - 地内に浦和勤労者体育センター（現・さいたま市浦和西体育館）が開館する。
  - 12月3日 - 地内に浦和斎場が竣工する。
- 1987年（昭和62年） - 「千貫樋水郷公園」が整備される[12]。
- 2001年（平成13年）5月1日 -浦和市・大宮市・与野市が合併し、さいたま市が発足。同市の大字となる。
- 2003年（平成15年）4月1日 - さいたま市が政令指定都市へ移行し、同市桜区の大字となる。

## 世帯数と人口
2017年（平成29年）9月1日時点の世帯数と人口は、以下のとおりである。
| 大字     | 世帯数    | 人口    |
| -------- | --------- | ------- |
| 下大久保 | 2,494世帯 | 4,432人 |

## 小・中学校の学区
市立小・中学校に通う場合、学区（校区）は以下のとおりとなる。
| 区域 | 小学校                     | 中学校                     |
| ---- | -------------------------- | -------------------------- |
| 全域 | さいたま市立大久保東小学校 | さいたま市立上大久保中学校 |

## 交通

### 鉄道
地内に鉄道路線は通っていない。最寄り駅は武蔵野線の西浦和駅または埼京線の南与野駅であるが、徒歩圏内ではない。路線バスが最寄り駅、北朝霞駅（武蔵野線）、浦和駅（京浜東北線ほか）、北浦和駅（京浜東北線）、志木駅（東武東上線）を往来している。

### バス
- 国際興業バス
  - 浦和駅西口 - 大戸 - 桜区役所 - 大久保浄水場線
  - 北浦和駅 - 南与野駅 - 埼玉大学線
  - 北朝霞駅 - 埼玉大学 - 南与野駅線
  - 志木駅 - 埼玉大学 - 南与野駅線
- さいたま市コミュニティバス
  - 桜区コミュニティバス

### 道路
- 国道463号（埼大通り・浦和所沢バイパス） - 志木市宗岡との境界線上に羽根倉橋がある。
- 埼玉県道57号さいたま鴻巣線

## 施設
- 埼玉大学
- 浦和斎場
- 浦和西体育館
- 水資源機構技術研究研修センター
- 浦和大久保郵便局
- 浦和工業団地
- 鴨川排水機場
- 諏訪神社
- 秋ヶ瀬公園（飛地）
- 千貫樋水郷公園
- 新田前公園